# Laguna Karavasta
Laguna Karavasta (în albaneză Laguna e Karavastasë) este cea mai mare lagună din Albania și una dintre cele mai mari din Marea Mediterană, care se întinde pe o suprafață de 42 km². Karavasta face parte din Parcul Național Divjakë Karavasta și este separată de Marea Adriatică de o fâșie de nisip mare. Se întinde de-a lungul câmpiei de coastă din Myzeq, lângă Divjakë și la aproximativ 20 km în apropiere de Lushnjë. 
Karavasta găzduiește mulți pini și insule mici de nisip. Laguna  este renumită pentru găzduirea pelicanului dalmatin creț; 6,4% din populația europeană a  pelicanului creț se află în Karavasta. Laguna este parte a eco-regiunii terestre a pădurilor foioase ilirice din pădurile mediteraneene palearctice. Clima este de obicei mediteraneană. 

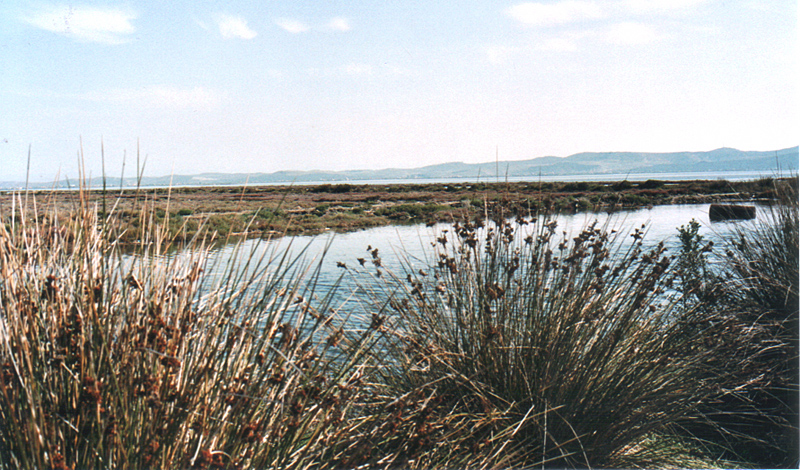
Karavasta

Laguna Karavasta este situată în interiorul parcului național Divjaka-Karavasta și a fost recunoscută ca o zonă umedă de importanță internațională, prin desemnarea Convenției Ramsar la 29 noiembrie 1996. Laguna a fost identificată de către BirdLife International drept o zonă importantă pentru păsări, deoarece susține un număr semnificativ de populații a diferitelor specii de păsări.
Laguna Karavasta se află pe lista zonelor umede Ramsar de importanță internațională și face parte din Parcul Național Divjake-Karavasta. 
Deoarece campaniile de dezinfecție au fost oprite de mult timp, zona este cunoscută pentru sezonul ei foarte activ al țânțarilor. Cu toate acestea, în 2014, au început campanii de dezinfecție și un proiect de reabilitare a parcului a fost inițiat de autoritățile naționale. Acest lucru  a inclus un moratoriu de vânătoare care a reînviat activitățile de urmărire a păsărilor.

## Vezi si
- Parcul Național Divjaka-Karavasta
- Geografia Albaniei
- Lagunele din Albania